# Мамедниязов, Овез Ниязович
Овез Ниязович Мамедниязов (10 января 1910, Шортеп, Мервский уезд, Закаспийская область — ?) — советский и туркменский биохимик и политический деятель.

## Биография
Родился 10 января 1910 года в Шортепе.
После окончания школы мечтал продолжить высшее образование в Москве и его мечта сбылась — в 1930 году стал студентом МПИ имени В. И. Ленина, который он окончил в 1935 году. Сразу же после окончания института, он вернулся обратно в Туркменскую ССР и поселился в Ашхабаде.
С 1935 по 1938 год работал в Ашхабадском педагогическом институте, в 1938 году был избран директором данного института и проработал вплоть до 1941 года. С 1941 по 1945 год служил на фронтах ВОВ.
В конце 1940-х годов решил пойти в политику и баллотироваться на должность министра просвещения Туркменской ССР, где спустя некоторое время был избран на данную должность и работал вплоть до 1954 года.
С 1960 по 1961 год заведовал кафедрой химии ТуркмГУ, а с 1961 по 1975 год заведовал лабораторией биохимии животных в Институте биологии.
Дальнейшая судьба неизвестна.

## Научные работы
Основные научные работы посвящены изучению соляных богатств Туркменской ССР и биохимии шелкопряда. Занимался вопросами развития шелководства.

## Избранные сочинения
- Мамедниязов О. Н. «Влияние углеводов на развитие дубового шелкопряда».— Ашхабад.: Издательство АН Туркменской ССР, 1951. — 36 с.

## Членство в обществах
- 1954-? — Академик АН Туркменской ССР.
- 1954-59 — Вице-президент АН Туркменской ССР.